# World Harmony Run

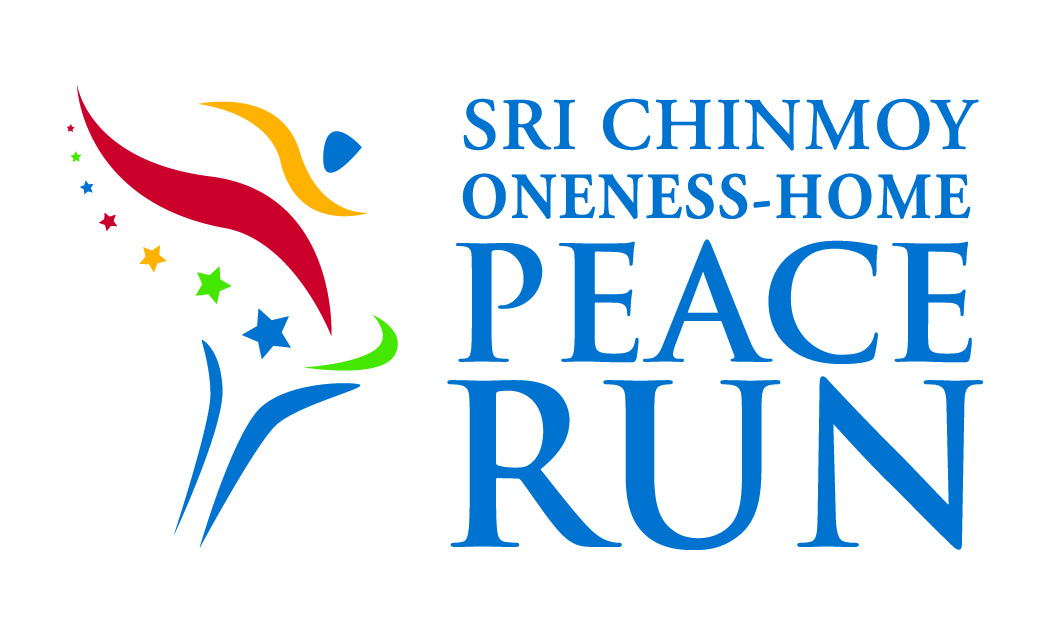
logo

World Harmony Run (Bieg Harmonii Świata) – to największy na świecie (pod względem dystansu) bieg sztafetowy, organizowany cyklicznie w wielu państwach świata, w celu promocji międzynarodowej przyjaźni i porozumienia. Trasa biegu wytyczana jest przez terytorium Polski od 2005 roku. Inicjatorem tej międzynarodowej sztafety jest Śri Chinmoy, organizatorem jest założona przez niego
organizacja sportowa Sri Chinmoy Marathon Team, natomiast polskim współorganizatorem jest stowarzyszenie Światowy Komitet Pokoju.
Uczestnicy biegu nie otrzymują nagród, cel uczestnictwa nie jest komercyjny.

## Historia

### Edycja 1994

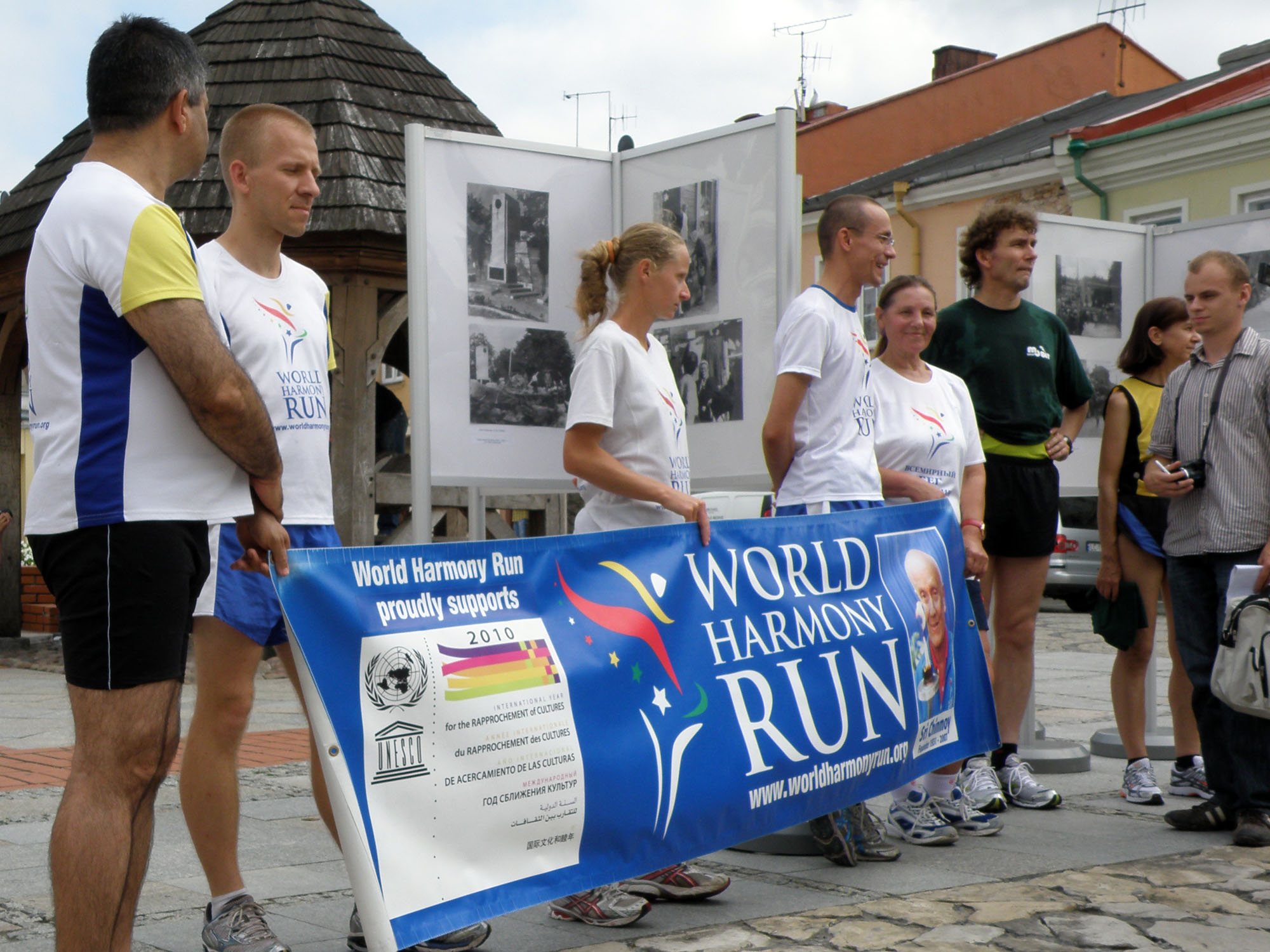
World Harmony Run 2010 w Chełmie (5 sierpnia 2010)

Jednym z przykładowych państw uczestniczących w edycji roku 1994 był Nepal. Grudniowa sztafeta odbywała się na obszarze Doliny Katmandu: wystartowała z miejscowości Nagarkot i po dystansie 35 kilometrów, osiągnęła metę na placu Basantapur Square w stołecznym Kathmandu.

### Edycja 2004
Dnia 24 sierpnia 2004 przed nowojorską siedzibą ONZ przebiegło 400 biegaczy pochodzących z 70 krajów z okazji kolejnej edycji World Harmony Run.

### Edycja 2005
Uroczystość rozpoczęcia międzynarodowej edycji 2005 World Harmony Run miała miejsce 16 kwietnia w Nowym Jorku przy siedzibie ONZ.
- Polska sztafeta, w dniach od 8 do 13 sierpnia, odbyła się na trasie o długości 610 km: Terespol – Warszawa – Gdynia (metę biegu wyznaczono przed Urzędem Miasta Gdynia).

### Edycja 2006
- Bieg w części polskiej odbył się w dniach 4–6 czerwca na odcinku: Tomaszów Lubelski – Zamość – Krasnystaw – Lublin – Puławy – Warszawa – Mińsk Mazowiecki – Siedlce – Otwock – Łuków – Międzyrzec Podlaski. Następnie uczestnicy odwiedzili Białoruś.
- Sztafeta w 2006 roku objęła również Afrykę[4]

### Edycja 2007
Europa: od marca do października 2007. Sztafeta długości 27 000 km rozpoczęła się w Portugalii, a zakończyła w Holandii.
- Odcinek polski w dniach 17–24 lipca, o długości ok. 900 km, miał następującą trasę: Chałupki – Ostrzeszów – Zgierz – Łódź – Warszawa – Pułtusk – Ostrołęka – Mikołajki – Olecko – Budzisko[5].

### Edycja 2008
Europejską edycję biegu rozpoczęto 27 marca 2008 w Rzymie. Znicz, który przekazują sobie kolejni uczestnicy odwiedzi 49 krajów, pokonując łączny dystans 24 000 km.
Zgodnie z mapą trasy europejskiej, są to między innymi następujące państwa: Włochy (Rzym) – Szwajcaria – Francja – Beneluks – Islandia – Irlandia – Wielka Brytania – Niemcy – Polska – Szwecja – Finlandia – Rosja – Białoruś – Ukraina – Mołdawia – Bułgaria – Grecja – Macedonia – Albania – Serbia – Słowenia – Austria – Węgry – Czechy (Zakończenie biegu 6 października w Pradze).
- Polski odcinek biegu: Szczecin – Stargard Szczeciński – Drawsko Pomorskie – Połczyn-Zdrój – Białogard – Koszalin – Słupsk – Kościerzyna – Łeba – Wejherowo – Gdańsk[7]
- Indonezja: Dżakarta
- Australia: sztafeta rozpoczęta 24 kwietnia 2008, okrąża cały kontynent do 15 sierpnia[8].